# Leo Nardus
Leonardus „Leo” Nardus (született Leonardus Salomon vagy Leonardus Salomonson, ismert még Léo Nardus néven is) (Utrecht, 1868. május 5. – el-Marsza, 1955. június 12.) holland festő, sakkozó, olimpiai bronzérmes párbajtőrvívó.